# لدونة فائقة
اللدونة الفائقة  في علم المواد هي حالة يكون فيها الجسم الصلب المتبلور متشوهاً في بنيته بشكل يتجاوز حد نقطة الانكسار العادية، وهي حالة يوصل إليها عند التعرض لدرجات حرارة متجانسة، وبشكل تصبح فيه المادة المتشوهة رقيقة بشكل متجانس مما يمنع من تشكل نقاط غريبة قد تؤدي إلى التصدّع.
تلاحظ هذه الظاهرة مثلاً في الحبيبات الصغيرة والدقيقة لبعض الفلزات وفي خزف. كما لوحظت الظاهرة أيضاً في حبيبات ألومينيدات الحديد الخشنة.

## اقرأ أيضاً
- لدونة
- علم المواد